# 390-е годы
390-е (три́ста девяно́стые) го́ды по юлианскому календарю — промежуток времени с 1 января 390 года по 31 декабря 399 года, включающий 390 год 9-го десятилетия   и с 391 по 399 годы    10-го десятилетия IV века 1-го тысячелетия.  Они закончились 1626 лет назад.

## Важнейшие события
- Битва на реке Фригид (394)[1] — римская армия Феодосия I с участием Стилихона и Алариха наносит поражение узурпатору Евгению (392—394).
- Раздел Римской империи на Западную и Византийскую (395). Период доминат (284—395) завершён в Римской империи.
- Поход Алариха на Константинополь (395) закончился неудачей. Он бежал от армии Стилихона (397) и вскоре возобновил вторжение в Грецию и затем в Италию.

## Культура
- Запрет культа Баст в Древнем Египте (390).
- Запрещены Олимпийские игры (394) как языческое празднество.
- Клавдий Клавдиан (ок. 370 — ок. 404) — позднеантичный поэт из Александрии.
- Собор трёх святителей: Августин Блаженный (354—430), Василий Великий (ок. 330—379), Иоанн Златоуст (ок. 347—407).

## Государственные деятели
- Феодосий I — последний император единой Римской империи (379—395).
- Стилихон — полководец, фактический правитель Западной Римской империи (395—408).